# Кто вы, мистер Брукс?
«Кто вы, мистер Брукс?» (англ. Mr. Brooks) — американский триллер и психологическая драма 2007 года режиссёра Брюса Эванса.

## Сюжет
Действие фильма разворачивается в США в наши дни.[уточнить]
Эрл Брукс — успешный бизнесмен и счастливый семьянин. На досуге он занимается серийными убийствами, которые приносят ему удовольствие. Полицейские прозвали его «убийцей с отпечатками пальцев», поскольку он оставляет на месте преступления свою фирменную «подпись»: кровавые отпечатки пальцев жертв. Однако своих отпечатков, равно как и любых других улик, Брукс не оставляет, поэтому полиция не может выйти на его след. Нет никаких зацепок, кроме фотографа, который что-то видел и что-то не договаривает, прикрывая убийцу. Тем временем, в душе у Брукса продолжается борьба между добрым человеком и демоном. Занятия на анонимных собраниях помогают справиться с его тёмной сущностью, но после долгого ожидания зверь просыпается в нём снова, и убийства продолжаются.
Через некоторое время фотограф начинает шантажировать Брукса, требуя присутствия при следующих убийствах, бессознательно наводя полицию на профессионального киллера. Но Брукс только делает вид, что соглашается, а в реальности готовит план по уничтожению фотографий и убийству шантажиста. Тем временем дочь Брукса, так же, как и отец, становится убийцей. Эрл пытается выйти из круга убийств и сохранить свою семью.

## В ролях
| Актёр                 | Роль                  |
| --------------------- | --------------------- |
| Кевин Костнер         | Мистер Эрл Брукс      |
| Уильям Херт           | Маршалл               |
| Деми Мур              | детектив Трейси Этвуд |
| Дэйн Кук              | мистер Смит           |
| Джейсон Льюис         | Джесси Виало          |
| Марг Хелгенбергер     | Эмма Брукс            |
| Рубен Сантьяго-Хадсон | Хоукинс               |
| Даниэль Панабейкер    | Джейн Брукс           |